# Bo (Glocke)

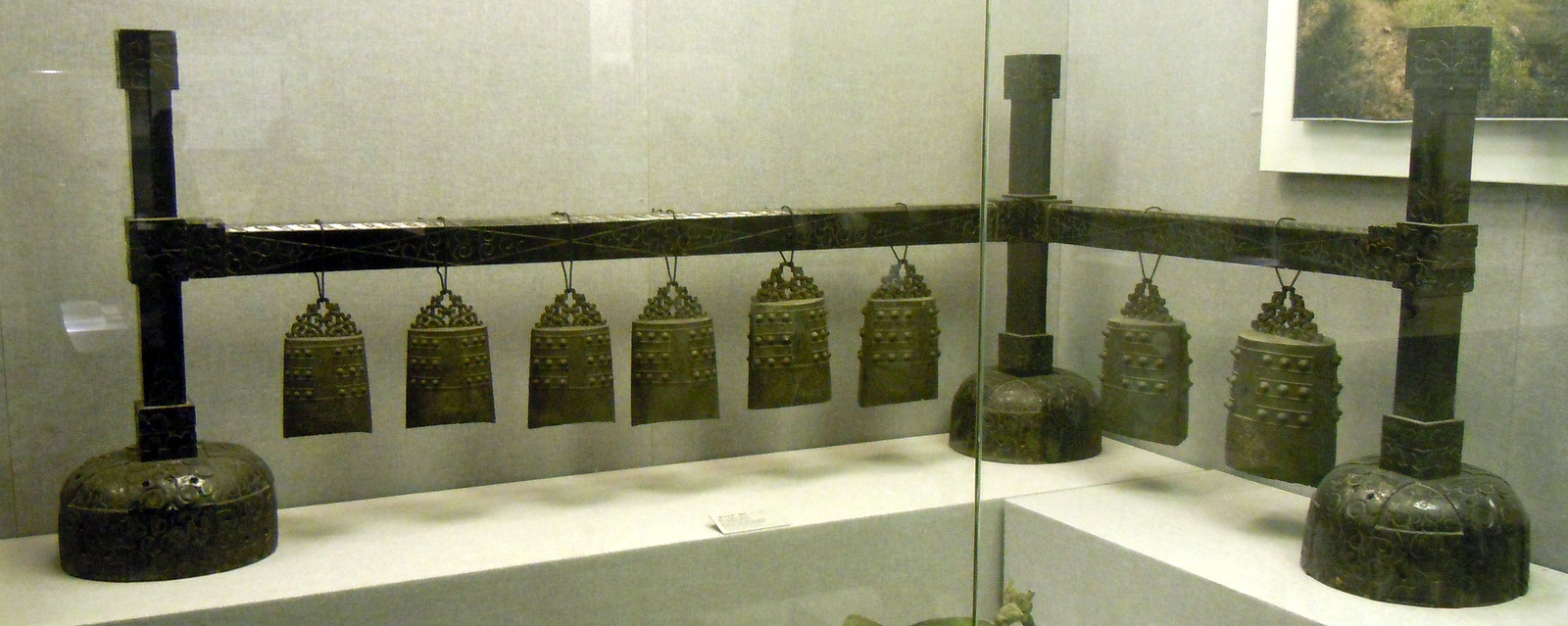
Ein montiertes Set von bo-Glocken aus der Provinz Henan. Es befindet sich derzeit im Provinzmuseum Henan.

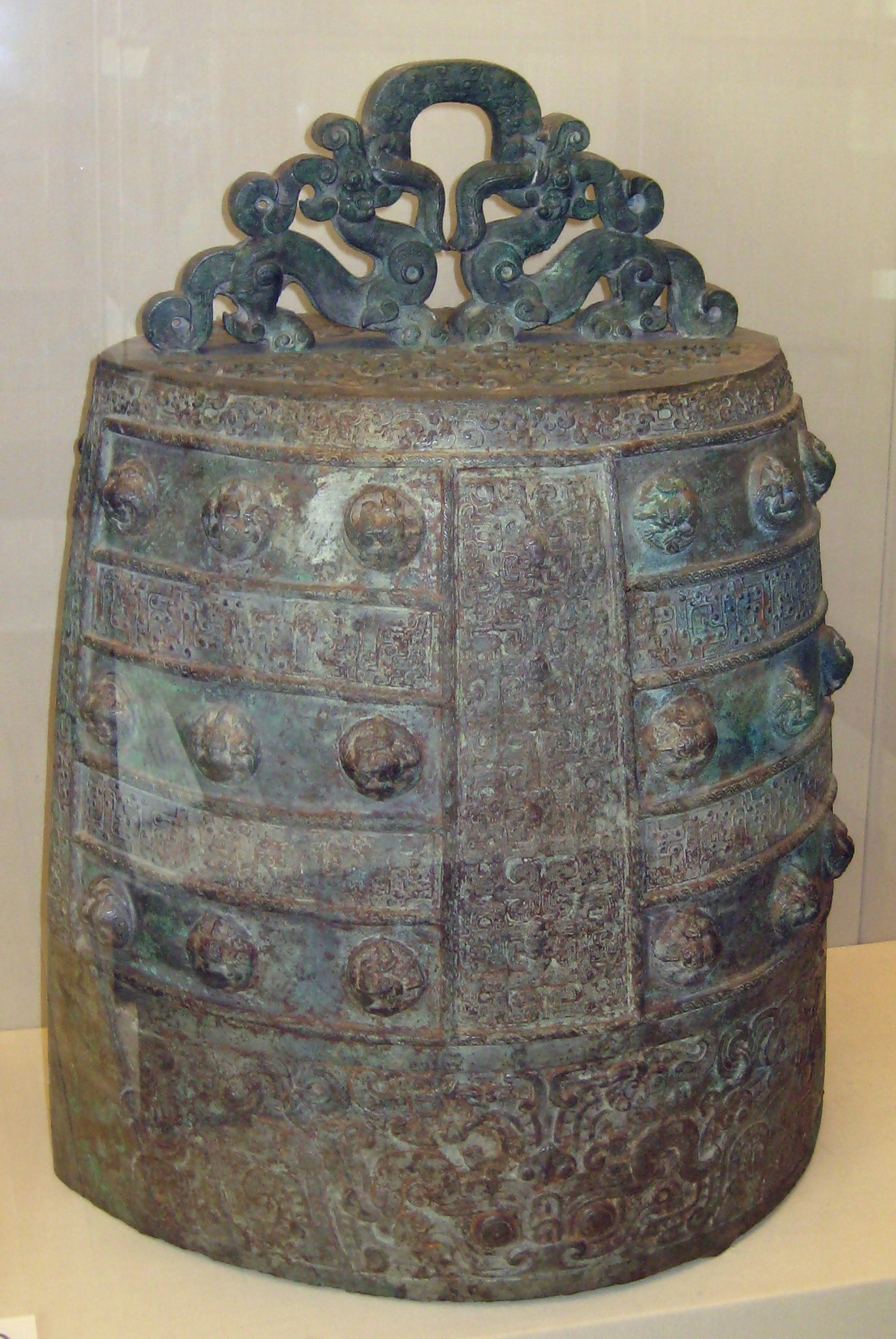
Eine bo-Glocke aus der Provinz Shanxi. Sie zeigt die typische, aufwendig gearbeitete Aufhängung in der häufigen Drachenform. Das Stück befindet sich derzeit in der Sammlung des British Museum.

Als bó (chinesisch 鎛 / 镈, Pinyin bó, Jyutping bok3) wird ein bestimmter Typus von Glocken bezeichnet, die in der chinesischen Bronzezeit in religiösen Ritualen und zu politischen Anlässen als Schenkungsobjekte Verwendung fanden. Sie zeichnen sich durch ihren abgeflachten Querschnitt und die gerade Lippe aus. Sie bilden eine der sieben Klassen chinesischer Glocken, die von außen angeschlagen werden. Durch ihre Verwendung als Musikinstrumente waren sie von herausragender handwerklicher Qualität und waren so gefertigt, dass ein einzelnes Stück jeweils zwei Töne mit einem gewissen Abstand der Tonhöhe hervorbringen konnte.

## Form
Die Glocken vom Typ bo zeigen den charakteristischen, abgeflachten Querschnitt, der für bronzezeitliche chinesische Glocken charakteristisch ist. Ihre Lippe ist gerade, wie die des sehr ähnlichen Glockentypus nao, jedoch unterscheiden sich die beiden Typen in der Art der Aufhängung und Befestigung, da die nao mit einem massiven Zapfen ausgestattet sind und mit der Lippe nach oben montiert wurden. bo hingegen wurden aufgehängt und ihre Lippe wies nach unten. Die Aufhängung der bo ist charakteristisch und besteht aus einer Öse, die in einen Haken an einem Glockenspiel-Gerüst gehängt wird und stets sehr elaboriert ausgearbeitet ist. Dabei wird ein breites Repertoire an Dekoren ausgeschöpft, wobei theriomorphe Formen, wie beispielsweise Drachen überwiegen. In der Regel reicht die skulpturierte Aufhängung dabei über die gesamte Deckplatte des Glockenkorpus bis zu deren Rand. Oft, insbesondere bei Exemplaren von bo, die nicht aus dem chinesischen Kernland stammen, gehen die Aufhängungen in aufwendige Ziergrate entlang der Gusskanten der Glocken über. Gerade im Süden sind hierbei oft die Ziergrate deutlich komplexer gearbeitet, als die eigentlichen Aufhängungen.

## Herkunft und Verbreitung
Die bo gehören zu den relativ frühen Formen chinesischer Glocken und sind im archäologischen Befund seit der späten Shang-Zeit belegt. Nur die Glockentypen ling und nao sind älter. Die ältesten Beispiele für bo stammen aus Funden in der Provinz Hunan, also südlich des chinesischen Kernlandes. Man vermutet, dass aufgrund von Öffnungen mit durchlaufendem Metallsteg in der Deckplatte früheste Exemplare mit einem Klöppel aus Holz ausgestattet gewesen sein könnten. Zudem waren die frühen südchinesischen bo eher oval im Querschnitt und verfügten noch nicht über das Potenzial, zwei Töne zu spielen. Erst in der mittleren westlichen Zhou-Zeit nahmen sie, vermutlich in Anlehnung an den nordchinesischen Glocken vom Typ zhong die abgeflachte Form mit den spitz zulaufenden Verbindungen an den Grenzen beider Gießformteile an und übernahmen die Eigenschaft, zwei Töne spielen zu können. Erst ab dieser Zeit wurden sie auch in größerer Anzahl und in Glockenspiel-Ensembles gefunden, während frühe Fundstücke einzeln auftreten. Mit der Zeit wurden die formal ähnlichen nao zu zhong weiterentwickelt und bo stellten den einzigen verbleibenden Typ von Glocken mit geraden Lippen dar. Häufig treten sie in Glockenspielen mit zhong vergesellschaftet auf, entweder in jeweils vergleichbarer Anzahl oder als einzelne bo gemeinsam mit einem Set von zhong, etwa bei dem komplett erhaltenen und 1978 entdeckten Glockenspiel des Markgrafen Yi von Zeng. Etwa in der mittleren bis späten Zeit der streitenden Reiche verschwindet der Glockentypus bo und mit ihm das Phänomen der Zweitönigkeit chinesischer Glocken.

## Funktion und Verwendung
Für gewöhnlich wurden bo im Ahnenkult als Teile von ganzen Glockenspiel-Ensembles verwendet. Im Ahnenkult des alten China wurden Glockenspiele beispielsweise gebraucht, wenn die Ahnen in regelmäßig wiederkehrenden Festen – entweder zum Todestag oder zu jährlichen Festen – angerufen und zur Verehrung mit Banketten unterhalten wurden. Ritualgefäße dienten dabei der Zubereitung von Speisen und deren Verzehr und dem Erwärmen von Alkohol sowie deren Genuss durch die am Kult beteiligten Familienangehörigen. Mit Glockenspielen wurde Musik gespielt, um die Ahnengeister wie zu Lebzeiten zu erfreuen und zu unterhalten. Regelmäßige Bankette dieser Art gehörten laut dem Zhouli zu den üblichen Ritualen des Ahnenkultes, ebenso wie die Opferung von Instrumenten als Grabbeigabe zur Beerdigung gehörte.
大喪，廞其樂器，奉而藏之。
Bei großen Begräbnisfeiern bereitet man die Musikinstrumente vor, bringt sie dar und lagert sie [in dem Grab des Verstorbenen] ein.
Darüber hinaus geben zum Beispiel auch die Bronzeinschriften Hinweise auf die Verwendung von Glocken in kultischen und politischen Kontexten. Die Chu wang yan zhang bo, eine der Glocken aus dem Grab des Markgrafen Yi von Zeng zeigt durch ihren Fund in einem Grabkontext ihre Verwendung als Kultobjekt an, durch ihre Inschrift belegt sie die Verwendung von Glocken als Zeichen diplomatischer Interaktion:
隹王五十又六祀返自西陽楚王酓章乍曾侯乙宗彝置之于西陽其永持用享。
Es war das 56. [jährliche] Opfer. Als er von Xiyang zurückkehrte, stellte König Yanzhang von Chu für den Markgrafen Yi von Zeng ein Ahnenopfer-Ritualobjekt her und platzierte es in Xiyang, auf dass der [Markgraf Yi] es ewig [in Besitz] halte und im Ahnenkult verwende.
Diese Inschrift zeigt, dass Glocken, ebenso wie auch andere Ritualobjekte aus Bronze, politische Bindungen intensivieren oder erhalten konnten.